# Vrbová Lhota
Vrbová Lhota település Csehországban, a Nymburki járásban. Vrbová Lhota Sokoleč, Písková Lhota, Poděbrady, Pečky, Ratenice, Dobřichov, Cerhenice és Kostelní Lhota településekkel határos. Lakosainak száma 581 fő (2024. január 1.).

## Népesség
A település lakosságának változását az alábbi diagram mutatja:
| Lakosok száma | 341  | 477  | 528  | 442  | 391  | 455  | 490  | 521  | 543  | 581  |
|               | 1869 | 1900 | 1921 | 1961 | 1980 | 2011 | 2016 | 2019 | 2021 | 2024 |